# Kanton Janzé
Kanton Janzé (francouzsky Canton de Janzé) je francouzský kanton v departementu Ille-et-Vilaine v regionu Bretaň. Tvoří ho šest obcí.

## Obce kantonu
- Amanlis
- Boistrudan
- Brie
- Corps-Nuds
- Janzé
- Piré-sur-Seiche